# Scottish World Invitation Tournament 1965
Das Scottish World Invitation Tournament 1965 im Badminton fand vom 10. bis zum 14. März 1965 in Glasgow statt.

## Finalergebnisse
| Disziplin    | Sieger                              | Finalist                       | Ergebnis          |
| ------------ | ----------------------------------- | ------------------------------ | ----------------- |
| Herreneinzel | Erland Kops                         | Tan Aik Huang                  | 15-7, 17-16       |
| Herrendoppel | Tan Yee Khan Ng Boon Bee            | Tan Aik Huang Yew Cheng Hoe    | 15-7, 15-6        |
| Damendoppel  | Margaret Barrand Jennifer Pritchard | Wilma Reid Catherine Dunglison | 15-8, 17-18, 15-8 |
| Mixed        | Tony Jordan Jennifer Pritchard      |                                |                   |